# Hugues V du Maine
Hugues V du Maine ou Ugo V, dit le Manceau, mort en 1131, est comte du Maine de 1069 à 1093. Il est le fils d'Alberto Azzo II d'Este et de Gersende du Maine.

## Famille
Sa date de naissance n'est pas connue.
Le père de Ugo d'Este (son nom latin) est Alberto Azzo II d'Este (~996-1097) comte de Luni, marquis des châteaux de Calun et Estin en Lombardie, fils de Alberto Azzo [I] comte de Luni, marié en premières noces à Kunigunde (Cunégonde) d'Altdorf († av. 1055) avec qui il a un enfant :
- Welf [IV] (~1030/1040- 9 novembre 1101) installé en 1070 comme Welf Ier, duc de Bavière par le roi de Germanie Henri IV, mort à Paphos (Chypre), enterré en Chypre avant que sa sépulture soit rapatriée à Weingarten près du lac de Constance[4].

Son père Alberto Azzo se remarie avec Gersende du Maine, mariée en premières noces à Thibaut III comte de Blois qui l'a répudiée en 1048, sans enfant du mariage. Gersende et Alberto Azzo ont deux enfants connus :
- Hugues V (Ugo d'Este)[3] ;
- Foulques Ier d'Este († 15 décembre 1128)[3],[7].

Son père a également une fille de sa maîtresse Matilde, sœur de Guglielmo Vescovo, de Padoue et Vedova :
- Adelasia, qui épouse Guglielmo I Adelardi[3].

Par sa mère, il est un petit-fils d'Herbert Ier Éveille-Chien († 1032/1035), comte du Maine.

## Biographie
En 1062, le comte Herbert II du Maine meurt après avoir désigné Guillaume le Conquérant comme héritier. Ce dernier prend possession du comté, mais les seigneurs mainois se révoltent aussitôt et choisissent comme comte Gautier, marié à une tante d'Herbert II. Guillaume reconquiert le Maine l'année suivante, emprisonne Gautier et son épouse Biota (qui meurent peu après), et place son fils  Robert Courteheuse à la tête du comté du Maine.
Probablement vers 1077 le roi Henri cite Hugues et son frère Foulques comme ses cancellarii (en) (charge de chancelier).
En 1090 la commune du Mans, soutenue par le comte d'Anjou Foulque IV le Réchin, se révolte, chasse Robert et dépêche des envoyés en Italie pour convaincre Hugues d'Este de prendre le titre comtal. Hugues est aidé pour ce faire par Geoffrey de Mayenne. Selon Orderic Vital le nouveau comte ne brille ni par sa richesse, ni par son intelligence, ni par son courage ; et ce serait son cousin Élie Ier de la Flèche, qui aurait suggéré à Hugues de lui vendre le comté du Maine - ce qui est fait en 1090 pour plusieurs milliers de solidorum.

Hugues retourne en Italie pour prendre la succession de son père. Mais de grands débats s'ouvrent avec son frère Foulques, et Hugues finit par lui laisser la succession paternelle italienne,.
En début 1091 sa belle-sœur Mathilde comtesse de Toscane, mariée à son neveu Welf II duc de Bavière —  le fils de son demi-frère Welf — se prépare à capturer l'empereur Henri IV pendant le voyage de ce dernier en Italie. Hugues contrecarre ses plans.
Quand il retourne en France il épouse, probablement avec l'appui du comte d'Anjou, la fille unique de Gervasius baron de Saint-Vérain. C'est un fidèle du comte Thibaut II de Champagne.
Pendant que Guillaume II comte de Nevers est parti en croisade (1101/1104?), Hugues Manceau fait main basse à Cosne sur le château de Guillaume II et sur les revenus de l'évêque d'Auxerre. Humbaud (évêque d'Auxerre 1087-1114) lui fait rendre le tout à l'aide d'une excommunication papale (probablement par Pascal II, pape août 1099-janvier 1118),.
Sur l'instigation de Thibaut IV de Blois, au tout début décembre 1114 le Manceau tend une embuscade et capture Guillaume II de Nevers alors que ce dernier revient d'une expédition commandée par Louis le Gros contre Thomas de Marle. L'embuscade se déroule à Avallon (selon la chronique de Vézelay) ou à Ainay (selon Lebeuf). Hugues Manceau amène Guillaume de Nevers au château de Blois. Quelques jours plus tard, le 6 décembre 1114, se tient le concile de Beauvais sous l'égide de Conon de Préneste, légat du pape ; Thomas de Marle est dégradé et dépossédé de ses fiefs, et sont excommuniés tous les participants à quelque degré que ce soit à l'agression contre Guillaume II, pour motif de violation de la trêve de Dieu. Cette histoire se déroule sur fond de guerre alternativement larvée et ouverte entre Thibaut III de Blois et Louis VI le Gros, avec le roi d'Angleterre Henri Beauclerc également en scène comme oncle de Thibaut de Blois, et dans laquelle Hugues Manceau et Guillaume de Nevers ne sont que des pions. Le premier n'en est pas moins excommunié aux côtés de Thibaut de Champagne, ce jusqu'à la libération de Guillaume de Nevers après plus de cinq ans de captivité, avec le traité de 1120 et à la suite de la médiation de Calixte II en 1119 (concile de Reims).
Guillaume de Nevers, qui garde mauvais goût de ses plus de trois ans de prison à Blois, pense avoir trouvé vers 1130 le moyen de sa revanche sur Hugues le Manceau. Il s'agit pour lui de revendiquer le château de Cosne que son ennemi a repris, et d'arriver à ses fins pour une histoire de fief non nommé mais qui relève du comte de Blois ; or Guillaume ne fait pas confiance à la partialité du comte et pense que les armes, face à un adversaire moins équipé que lui-même, peuvent résoudre la question sans passer par la cour comtale. Il en appelle à Louis le Gros et à l'évêque d'Autun, et tous trois viennent assiéger Hugues le Manceau dans Cosne et entourent la ville d'un fossé pour mieux l'isoler. Mais des émissaires réussissent à passer les lignes et joindre le comte de Blois, qui convoque ses vassaux et arrive à la rescousse accompagné notamment de Geoffroy V Plantagenêt, comte d'Anjou et du Maine, et des 440 soldats et chevaliers de ce dernier. Apprenant l'arrivée imminente de ces renforts, Louis le Gros plie sagement bagage ; poussé par sa rancune, Guillaume II reste devant Cosne. Thibaut de Blois et Geoffroy d'Anjou arrivent, Guillaume fait retraite mais trop tard : Geoffroy d'Anjou le capture. Guillaume II de Nevers doit payer une forte rançon pour sa libération. Il est libre en 1131, année où il est témoin d'une donation de l'usage de bois par Hugues le Manceau à l'abbaye de Villegondon que ce dernier vient de fonder entre Cosne et Saint-Vérain.
Louis VI le Gros se venge ultérieurement du comte Thibaut IV de Blois ; il fait brûler le château de Bonneval, détruire celui de Château-Renard et ruiner celui de Saint-Brisson. C'est peut-être une de ces expéditions qui donne à Guillaume II l'occasion de prendre sa revanche sur Hugues le Manceau : il le fait prisonnier et l'incarcère à Decize, où Hugues meurt en 1139.

## Mariages et descendance
En 1078, il épouse à Troia Hérie d'Apulie, fille de Robert Guiscard le Rusé duc de Calabre et d'Apulie et de sa deuxième femme Sikelgaite de Salerne.
Ils ont trois enfants connus. Il la répudie, ce pour quoi Urbain II l'excommunie. Robert Guiscard insistant que ses vassaux payent les frais du mariage de sa fille avec Hugues, lesdits vassaux se révoltent en automne 1078.
Après 1091, il épouse en secondes noces la fille unique de Gervasius 3e baron de Saint-Vérain, lui-même fils de Renaud Rongefer.
Hugues V a au moins trois enfants, dont deux sont connus :
- Azzo III († apr. 15 juillet 1142) ;
- Tancredo († après 27 février 1145) ;

Le testament d'Azzo cite "mes frères" ; Hugues V a donc au moins un autre fils.